# 9 Story Media Group
9 Story Media Group è uno studio di animazione canadese.

## Storia
Fondato a Toronto nel 2002 da Kristine Klohk, venne acquistato il 24 luglio 2013 dal gruppo 9 Story Media Group.

## Serie televisive
- Peep and the Big Wide World
- Harry e i dinosauri nel magico secchiello blu
- Skyland
- Max e Ruby
- Turbo Dogs
- Best Ed
- Harriet the Spy
- Wild Kratts
- Animali in mutande
- Daniel Tiger
- Camp Lakebottom
- Numb Chucks
- The Stanley Dynamic
- I 3 Amigonauti
- Il magico scuolabus riparte
- Let's Go Luna!
- Blue's Clues & You!